# 特羅伊茨凱區

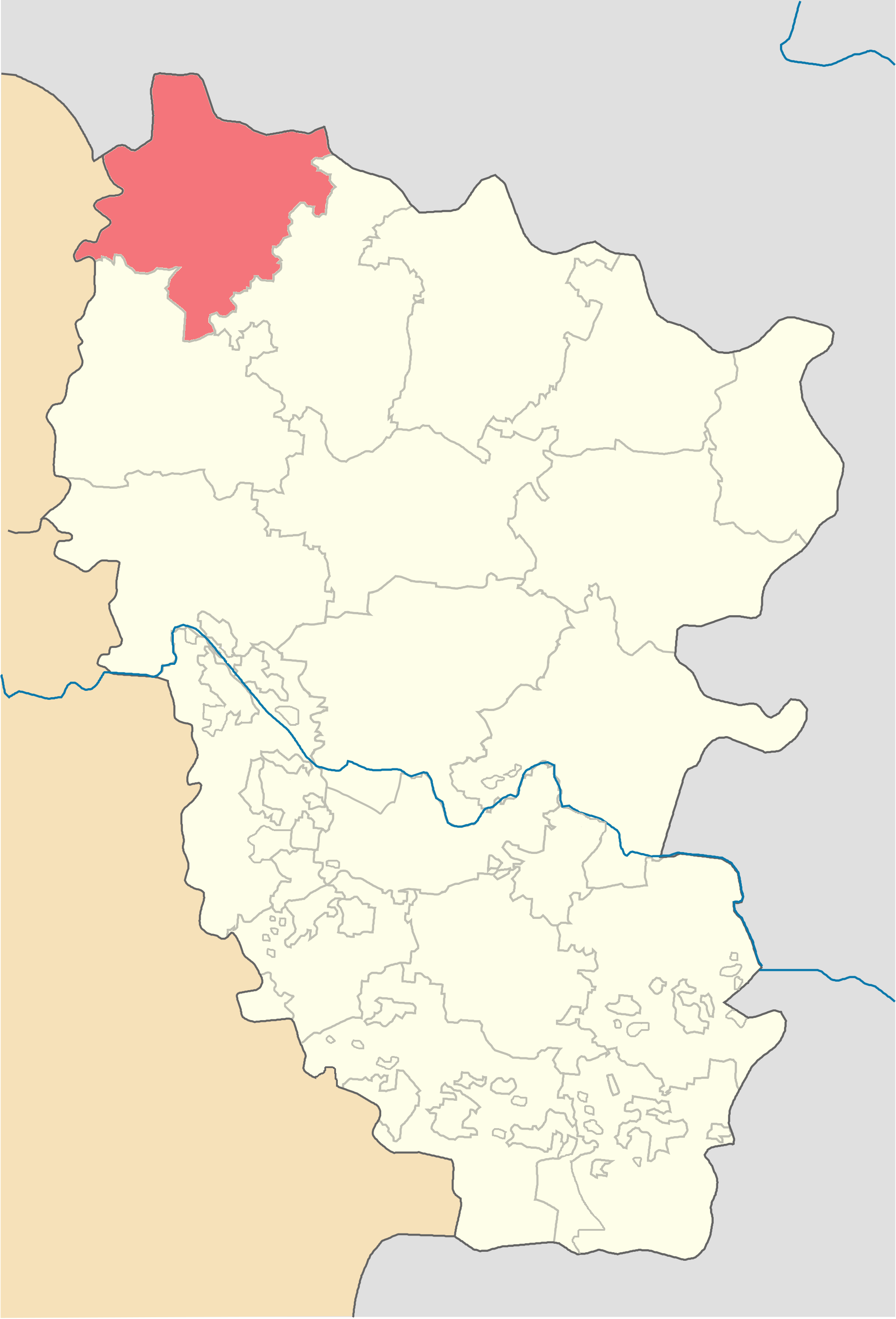
撤销前特羅伊茨凱區在盧甘斯克州的位置

特羅伊茨凱區（烏克蘭語：Троїцький район），是烏克蘭東部盧甘斯克州的一個旧區，区府为特羅伊茨凱，面積1,600平方公里，2013年人口20,818，人口密度每平方公里13.01人。
该区在2020年7月18日的乌克兰行政区划改革中被撤销，改革后盧甘斯克州下分为8个区，但只有4个区是在乌克兰政府的实际管辖下。